# Olesko
Olesko (en ukrainien : Олесько ; en polonais : Olesko ; en yiddish : אלעסק, Alesk) est une commune urbaine de l'oblast de Lviv, en Ukraine. Sa population s'élevait à 1 442 habitants en 2021. 

## Géographie
Olesko se trouve à 20,5 km à l'est de Bousk, à 63 km à l'est-nord-est de Lviv et à 404 km à l'ouest-sud-ouest de Kiev.

## Histoire
La première mention écrite de la localité remonte à l'année 1327.
Olesko était le siège du rebbe d'Alesk (en) et est également le lieu de naissance de Jean III Sobieski, roi de Pologne et grand duc de Lituanie.
La première mention d'une communauté juive dans ce village date de 1500. Olesko était le lieu de résidence de tzadikim au XIXe siècle. En 1935, la population juive comptait 738 personnes.

## Population
Recensements (*) ou estimations de la population :
| 1959* | 1970* | 1979* | 1989* | 2001* | 2011  | 2012  |
| ----- | ----- | ----- | ----- | ----- | ----- | ----- |
| 2 506 | 1 545 | 1 879 | 1 906 | 1 793 | 1 510 | 1 494 |

| 2013  | 2014  | 2015  | 2016  | 2017  | 2018  | 2019  |
| ----- | ----- | ----- | ----- | ----- | ----- | ----- |
| 1 472 | 1 470 | 1 474 | 1 470 | 1 465 | 1 468 | 1 456 |

| 2021  | - | - | - | - | - | - |
| ----- | - | - | - | - | - | - |
| 1 442 | - | - | - | - | - | - |

## Le château d'Olesko
Le château d'Olesko est situé à Olesko. Édifié entre le XIIIe siècle et le XVIIIe siècle, ce château a vu naître le roi Jean III Sobieski. Il abrite une importante collection d'art.

## Personnalité
- Jean III Sobieski (1629-1696), roi de Pologne et grand-duc de Lituanie, né au château d'Olesko.